# Izon-la-Bruisse
Izon-la-Bruisse is een gemeente in het Franse departement Drôme (regio Auvergne-Rhône-Alpes) en telt 9 inwoners (1999). 

## Geografie
De oppervlakte van Izon-la-Bruisse bedraagt 14,65 km², de bevolkingsdichtheid is dus 0,6 inwoners per km².

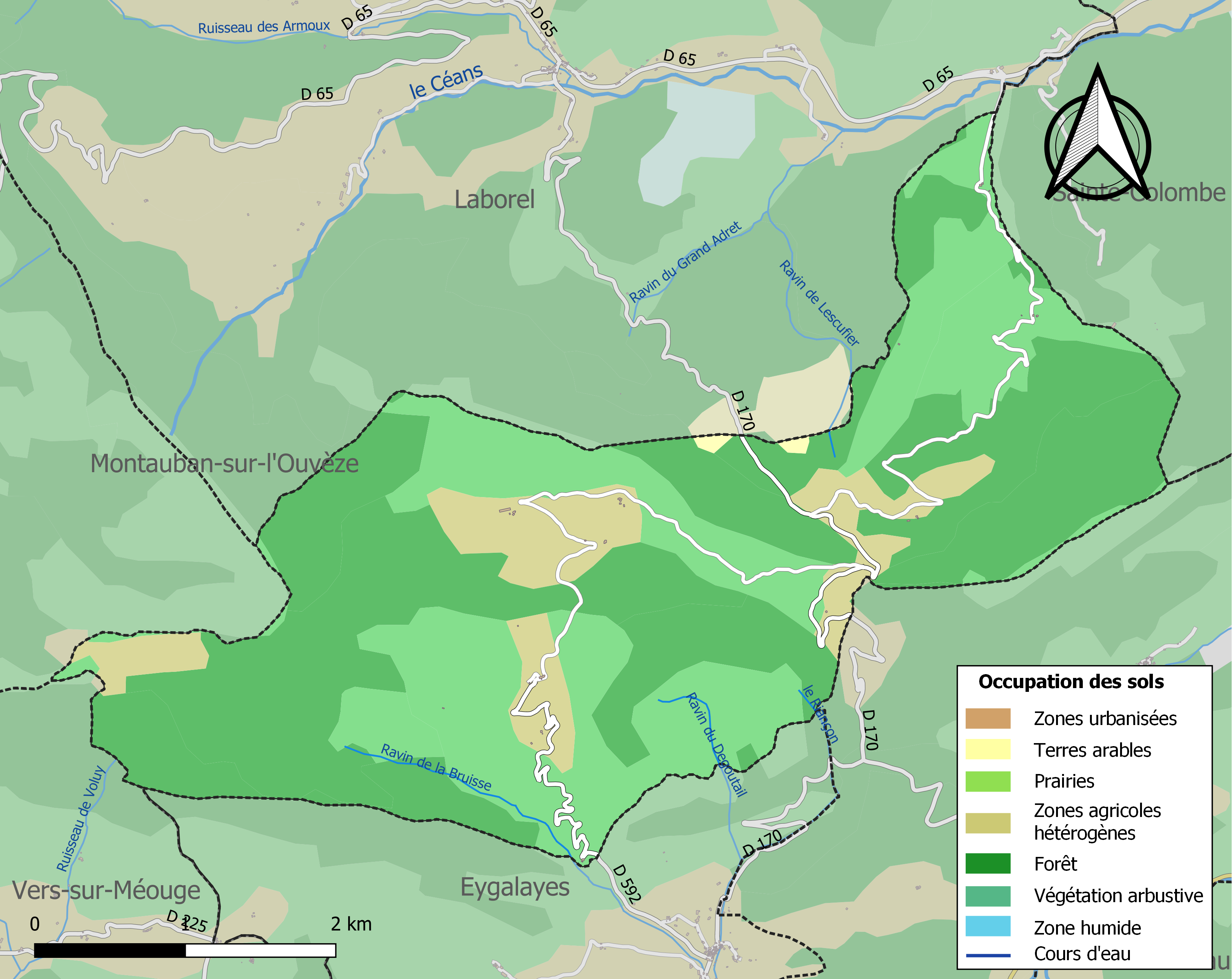
Kaart van de gemeente met belangrijkste infrastructuur, bodemgebruik en omliggende gemeenten

## Demografie
Onderstaande figuur toont het verloop van het inwonertal (bron: INSEE-tellingen).

1. ↑  Populations de référence 2022.